# Tony Lee
Anthony Leedham Lee (Londen, 23 juli 1934 – Esher, 2 maart 2004) was een Britse jazzpianist.

## Biografie
Lee was als pianist autodidact. Na zijn militaire diensttijd, die hij deels vervulde in Duitsland, concentreerde hij zich op de muziek. Zijn trio met bassist Tony Archer speelde sinds midden jaren 1960, als laatste als huistrio in de Bull's Head. Eind jaren 1960 was hij lid van het kwintet van Phil Seamen en was hij betrokken bij diens albums Phil Seamen Now! . . . Live! (1968) en Phil Seamen Meets Eddie Gomez (1968). Zijn solodebuut Electric Piano (1971) werd vergeleken met het werk van Burt Bacharach. Tijdens de jaren 1970 speelde hij in de door Jack Parnell geformeerde Allstar-band The Best of British Jazz met Don Lusher, Kenny Baker, Betty Smith en Tony Archer, die bestond tot 1985. Verder werkte hij met Tommy Whittle, Terry Smith, Tubby Hayes en Dick Morrissey en met Tom Jones en Dusty Springfield. Hij begeleidde ook de Amerikaanse jazzmuzikanten Barney Kessel, Sonny Stitt en Eddie Lockjaw Davis.

## Overlijden
Tony Lee overleed in maart 2004 op 69-jarige leeftijd.

## Discografie
- 1976: Tony Lee Trio (British Jazz Artists Vol. 1)
- 1979: Street of Dreams
- 1992: Hey There
- 2002: The Tony Lee Trio Live at the Station